# Hardie Gramatky
Bernhard August „Hardie“ Gramatky, Jr. (* 12. April 1907 in Dallas, Texas; † 29. April 1979 in Westport, Connecticut) war ein US-amerikanischer Maler, Autor, Animator und Illustrator.

## Leben
Bernhard August Gramatky wurde 1907 in Dallas, Texas, geboren. Er verlor seinen Vater in jungen Jahren, weshalb seine Mutter hart kämpfen musste, um den Lebensunterhalt zu verdienen. Dieser Kampf führte die Familie nach Kalifornien, wo Gramatky den größten Teil seiner Kindheit in Los Angeles verbrachte. Ein Lehrer schlug ihm vor, seine Kunstwerke der Los Angeles Times zu zeigen. Daraufhin wurde er umgehend für die Erstellung seines Comics Captain Kidd Jr. engagiert und verdiente so das Geld, das er benötigte, um die Highschool und das College zu absolvieren. Von 1926 bis 1928 besuchte er die Stanford University und von 1928 bis 1930 die Chouinard Art School. Von 1930 bis 1936 arbeitete er als Chefanimator für das Walt Disney Studio. 1937 zogen er und seine 1932 geheiratete Frau Dorothea Cooke nach New York City, wo er sein eigenes Studio gründete. Von 1937 bis 1939 arbeitete er als Bildreporter für das Fortune Magazine. Außerdem illustrierte er für mehrere andere nationale Magazine und Werbeagenturen und unternahm Reisen nach Europa und Südamerika. Von 1942 bis 1945 war er als Ausbildungsleiter für Filme bei der United States Air Force tätig. 1966 wurde er als Kriegsmaler der Air Force nach Vietnam entsandt. Gramatkys Studio lag mit Blick auf den East River und er verbrachte viele Stunden damit, die Boote zu beobachten, bis jedes einzelne eine eigene Persönlichkeit für ihn annahm. Eines Tages fiel ihm ein Schlepper ins Auge, der ihn zu seinem ersten Buch Little Toot (1939) inspirierte. Dieses Buch wurde zu einem Kinderbuchklassiker mit vier Fortsetzungen. Insgesamt schrieb und illustrierte er dreizehn Kinderbücher, darunter die Little-Toot-Reihe sowie die Bücher Sparky, Hercules und Loopy. Über zwei Millionen Exemplare seiner Bücher wurden verkauft. Zum Zeitpunkt seines Todes im Jahr 1979 arbeitete er an einem Buch über Loch Ness.

## Werk
Hardie Gramatky gilt als Vertreter der amerikanischen Aquarellmalerei und wird der California School of Watercolor zugerechnet. Seine frühen Aquarelle und Szenen aus den 1930er- und 1940er-Jahren wurden in Ausstellungen gezeigt und in Jahresausstellungen präsentiert. Er war Mitglied verschiedener Fachverbände wie der American Watercolor Society und der National Academy of Design und engagierte sich dort in unterschiedlichen Funktionen. Für seine Aquarelle erhielt er zahlreiche Preise und Auszeichnungen.
Sein bekanntestes Werk im Bereich der Kinderliteratur ist das Bilderbuch Little Toot, das erstmals 1939 erschien. Es entwickelte sich zu einem Klassiker und wurde 1948 in adaptierter Form von Disney in den Film Melody Time übernommen. Gramatky schrieb und illustrierte mehrere Fortsetzungen von Little Toot sowie andere Kinderbücher (Loopy, Creeper’s Jeep, Sparky, Homer and the Circus Train, Little Toot on the Thames, Little Toot Through the Golden Gate). Nach seinem Tod wurde ein zuletzt unvollendetes Little Toot-Buch von seiner Frau Dorothea Cooke Gramatky und seiner Tochter Linda Gramatky Smith fertiggestellt und 1989 veröffentlicht. Hardie Gramatky arbeitete zugleich als Illustrator und Bildkünstler für Magazine und Verlage. Seine Arbeiten waren in Zeitschriften wie Fortune, Collier’s und Reader’s Digest vertreten.
Werke Gramatkys befinden sich in Sammlungen und Museumssammlungen, darunter im Brooklyn Museum und im Art Institute of Chicago sowie in weiteren öffentlichen Sammlungen. Er war auf Ausstellungen wie den Jahresausstellungen des Whitney Museums vertreten. Zu seinen Auszeichnungen zählen unter anderem Preise bei internationalen Aquarell-Ausstellungen wie der Chicago International Award/Watson F. Blair Award um 1942 sowie späte Ehrungen der American Watercolor Society. In zeitgenössischen Quellen wird für das Jahr 1979 die High-Winds-Medaille genannt. Für Little Toot erhielt er 1969 den Lewis Carroll Shelf Award.